# Царь Горох
Царь Горох — персонаж русских фразеологизмов шутливого характера (при царе Горохе, когда царь Горох с грибами воевал — «в давние, легендарные времена»; помнить царя Гороха) и ряда произведений народного и авторского творчества, в некоторых (обычно псевдонаучных или сатирических) публикациях рассматривается как легендарный правитель древности.
Существуют схожие фразеологизмы в других славянских языках: бел. за каралём Гарохам, укр. за царя Гороха, за короля Горошка, за царя Панька.

## Происхождение фразеологизма
Имя царя Гороха упоминается в русских сказках, например, одна начинается так:
В то давнее время, когда мир божий наполнен был лешими, ведьмами да русалками, когда реки текли молочные, берега были кисельные, а по полям летали жареные куропатки, в то время жил-был царь, по имени Горох с царицею Анастасьей Прекрасною; у них было три сына-царевича.«Три царства — медное, серебряное и золотое»
Однако почему властителя зовут Горох, остается непонятным, а связь с локальными вариантами сюжета о «войне грибов» могла возникнуть после его сложения.
Вполне вероятно происхождение от имени готского конунга Германариха, который в давние времена управлял территорией, на которой кроме самих готов проживали подвластные ему славяне.
А. Н. Афанасьев в труде «Поэтические воззрения славян на природу» (1865—1869), рассказывая о Покатигорошке, связывает царя Гороха с Перуном по связи слов «горох» и «грохот»; проф. Журавлёв возражает на такую связь, что горох не молотят, а лущат, а корни в словах «горох» и «грохот» исходно разные — праслав. *grox- и *gorx-. По одной из версий, в первоначальном виде оборот звучал «по-царегороцки», то есть «по-константинопольски», и относится ко времени существования Византии.
Профессор Журавлёв приводит схожие насмешливые имена правителей по мелким бытовым предметам в пословицах и сказках разных народов, а также не исключает наличие связи с фразеологизмом «шут гороховый»; таким образом, по его мнению, данный оборот есть плод народного юмора.

## Царь Горох в художественных произведениях и современной культуре
В отличие от «старого дедушки Коля» в английских присказках (англ. Old King Cole), за царём Горохом не стои́т какого-либо более широкого текста. Однако подобные тексты регулярно появляются, например:
- Лебедев, Кастор Никифорович «О царѣ Горохѣ: когда царствовалъ государь царь Горохъ, гдѣ онъ царствовалъ, и какъ царь Горохъ перешелъ въ преданіяхъ народовъ, до отдаленнаго потомства» (1834) — пародия на научный спор, за участниками которого угадываются известные профессора-историки той поры;
- П. А. Вяземский «Царь Горох» (1856) — стихотворение о «золотом веке», бывшем при царе Горохе;
- Д. Н. Мамин-Сибиряк,«Сказка про славного царя Гороха и его прекрасных дочерей царевну Кутафью и царевну Горошинку»;
- «По щучьему велению» (1970) — Кукольный спектакль-мультфильм по мотивам пьесы Елизаветы Тараховской, режиссёры Владимир Пекарь и Владимир Попов. Горох выступает как антагонист;
- «Как грибы с горохом воевали» (1977) — мультфильм, режиссёр — Иван Аксенчук. Горох выступает как антагонист;
- Андрей Белянин «Тайный сыск царя Гороха» (1999) и продолжения — главный герой, московский милиционер, попадает во времена царя Гороха, правящего в городе Лукошкино.

Образ Царя Гороха разрабатывает В. Д. Сенников в авторском проекте, призванном закрепить за городом Слободским статус «родины царя Гороха». На тот же статус претендует и Гороховец. Также «царём Горохом» часто уважительно называют огородную пищевую культуру горох.